# Габи Тиман
Габи Тиман (на немски: Gabi Tiemann) (р. 1965, Вестфалия, ФРГ) е германска българистка и преводачка.

## Биография
Габи Тиман следва Славистика и История на Източна Европа в Гьотинген и Хайделберг, където през 2001 г. защитава дисертация на тема „Творчеството на Емануил Попдимитров в рамките на Fin de siècle“, издадена като монография, в която се анализира ролята на философията на Анри Бергсон, на философията на живота, на прерафаелитите, на Хенрик Ибсен и Едгар Алан По за българските символисти.
Преподавател по български език и преводач на свободна практика. От 2004 г. е лектор по немски език във Великотърновския университет със стипендия на DAAD. 
Габи Тиман е преводач на поезия на Николай Кънчев, Иван Теофилов, Миглена Николчина, Кирил Мерджански, Мирела Иванова, Цвета Софрониева и Кристин Димитрова.

### Изследвания
- Das Werk Emanuil Popdimitrovs Im Rahmen Des Fin De Siecle. P. Lang, 2004, 315 S. ISBN 3-631-50638-4 [2][3]

### Преводи
- Tzveta Sofronieva. Gefangen im Licht. Gedichte, bulgarisch/deutsch. Übersetzungen: Gabi Tiemann. Marburg an der Lahn: Biblion Verlag, 1999, 106 S. ISBN 3-932331-14-1
- Mirela Ivanova. Versöhnung mit der Kälte, Gedichte. Übertragung Gabi Tiemann. Verlag Das Wunderhorn, 2004. [4]
- Georgi Grozdev. Beute. Roman. Ruse: IG Elias Canetti, 2011. [5]